# Asplenium javorkae
Asplenium javorkae là một loài dương xỉ trong họ Aspleniaceae. Loài này được K mô tả khoa học đầu tiên năm 1923.
Danh pháp khoa học của loài này chưa được làm sáng tỏ. 